# 1991년 11월
| 1991년: 1월 · 2월 · 3월 · 4월 · 5월 · 6월 · 7월 · 8월 · 9월 · 10월 · 11월 · 12월 |

| <          | 1991년 11월 | 1991년 11월 | 1991년 11월 | 1991년 11월 | 1991년 11월 | >          |
| 일         | 월          | 화          | 수          | 목          | 금          | 토         |
|            |             |             |             |             | 1 9.25 을해 | 2 26 병자  |
| 3 27 정축  | 4 28 무인   | 5 29 기묘   | 6 10.1 경진 | 7 2 신사    | 8 3 임오    | 9 4 계미   |
| 10 5 갑신  | 11 6 을유   | 12 7 병술   | 13 8 정해   | 14 9 무자   | 15 10 기축  | 16 11 경인 |
| 17 12 신묘 | 18 13 임진  | 19 14 계사  | 20 15 갑오  | 21 16 을미  | 22 17 병신  | 23 18 정유 |
| 24 19 무술 | 25 20 기해  | 26 21 경자  | 27 22 신축  | 28 23 임인  | 29 24 계묘  | 30 25 갑진 |

| 편집하기 |

## 1991년11월 26일
- 미국에서 마이클 잭슨이 Dangerous를 발매하였다.